# Еттинген-Шеппах
Еттинген-Шеппах (нем. Jettingen-Scheppach) — община в Германии, в земле Бавария. 
Подчиняется административному округу Швабия. Входит в состав района Гюнцбург.  Население составляет 6712 человек (на 31 декабря 2010 года). Занимает площадь 54,07 км².
Община подразделяется на 6 сельских округов.